# Le Schmilblick (sketch)
Pour les articles homonymes, voir Schmilblick (homonymie).
 (janvier 2013).
Le Schmilblick est un sketch humoristique de Coluche de 1975, parodiant un jeu télévisé quotidien (quasi) homonyme de la télévision française de la fin des années 1960 : Le Schmilblic,,. Répondant à la voix de Martin Lamotte qui imite Guy Lux et Christine Dejoux qui figure Simone Garnier, Coluche interprète différents candidats, plus pittoresques les uns que les autres,. L'artiste en profite pour faire la satire de différents profils sociologiques et comportementaux des années 1970, et pour tourner en dérision certains jeux télévisés et animateurs populaires.

## Résumé
L'émission se déroule en direct depuis un studio parisien où Guy Lux dirige le jeu et en retransmission duplex, depuis une ville typique de la « France profonde ». La petite ville de Cajarc ne se situe pas dans l'Aveyron comme indiqué au début du sketch mais dans le Lot, à la limite de l'Aveyron.
L'énigme repose sur la découverte de l'objet qui est, en réalité, un œuf ; par mégarde, Guy Lux donne la réponse à la fin.
« Le Schmilblick est rond, il contient du jaune, il tient dans la main, on peut le faire cuire de différentes façons et un navigateur le faisait tenir debout » (note : allusion à l'œuf de Colomb),,.

## Inspiration
L'artiste est alors en villégiature dans cette ville,,, qui l'aurait alors inspiré sur ce sujet en 1975,.

## Personnages
- Guy Lux interprété par Martin Lamotte
- Simone Garnier interprété par Christine Dejoux

Interprétés par Coluche :
- Monsieur Moulinot, marchand d'articles de pêche à Cajarc qui en profite pour faire sa publicité : « un article de pêche de qualité s'achète chez Moulinot ».
- Emile Duboudin, Compagnon de la Libération, de passage à Cajarc.
- Oulla Zaïm Ben Salem, un homme d'origine étrangère, avec un fort accent d'Afrique du Nord, et dont on ne comprend pas les propos.
- Papy Mougeot, vieux retraité vivant à Cajarc, et qui n'arrive pas à prononcer le mot schmilblick (il dit quelque chose comme « chimilibilic »).
- Jean-François, coiffeur à Paris, probablement homosexuel, en vacances à Cajarc et adepte de camping.
- Un jeune, aux cheveux longs, pris pour une candidate par Simone.
- Le routier, ami de « Zézette » et de « René » devant leur livrer une armoire, et ayant perdu les clés du camion, qui profite seulement de l'émission pour leur faire passer un message.
- Un travailleur immigré, n'aimant pas les matraques des CRS, « là dis-donc ».
- Monsieur Van De Plote, touriste belge, « une fois », de passage à Cajarc.

## Autour du sketch
Le terme "Schmilblick" est créé par l'humoriste Pierre Dac dans un sketch, vers 1951,,.
mais initialement imaginé deux ans avant en 1949,.
Cette œuvre a fait l'objet d'un disque 45 tours dont la face B comprend Quand je serai grand j'veux être con et fait partie de l'album de Coluche sorti en 1976,,.
Avec humour et autodérision, Guy Lux accepte d'interpréter son propre rôle parodique lors d'une de ses émissions de variétés.
Le nom de Simone Garnier n'est pas clairement indiqué et elle n'y aurait pas directement participé, Coluche en aurait eue l'idée,mais complice de Guy Lux, elle y est alors communément associée en raison de sa participation à ses côtés, pour les Jeux sans frontières et initialement Intervilles créé 3 ans avant.
Il fait maintenant partie de la culture populaire française d'où l'expression Ça ne fait pas avancer le schmilblick,,.

## Parodie
Olivier Teyssier en a fait une parodie dans sa revue de presse d'octobre 2013.

## Exposition
Une exposition  a eu lieu en partie sur ce sujet au musée Calvet en avril 2015.

## Hommage
Un totem a été érigé à Cajarc pour fêter notamment l'anniversaire de cette émission en juin 2016.

## Pièce de théâtre
Une pièce de théâtre a également eu lieu sur ce sujet en 2017.

## Retour du jeu
Le jeu fait également son retour la même année pour une bonne œuvre,.